# カスピイシガメ
カスピイシガメ（学名：Mauremys caspica）は、イシガメ科イシガメ属に分類されるカメ。別名コーカサスイシガメ。

## 分布
M. c. caspica　ヒガシカスピイシガメ
アゼルバイジャン、アルメニア、イラク北部、イラン北部、ジョージア、トルクメニスタン南西部、トルコ東部、ロシア（カスピ海西岸）
種小名caspicaは「カスピ海の、カスピ地方の」の意。
M. c. siebenrocki　ジーベンロックカスピイシガメ
イラク南西部、サウジアラビア東部、バーレーン
M. c. ventrimaculata　ブチハラカスピイシガメ
イラン南部固有亜種

## 形態
最大甲長25センチメートル。背甲は扁平で、上から見ると第8縁甲板と第9縁甲板の継ぎ目（シーム）周辺で最も幅広い。椎甲板にはあまり発達しない筋状の盛り上がり（キール）がある。後部縁甲板は鋸状に尖らず、後ろへ突出し外縁がやや反りあがる。背甲の色彩は黄褐色や暗黄色、暗褐色。背甲と腹甲の継ぎ目（橋）の周辺の色彩は明色でシームのみ暗色斑が入るか、橋の周辺に明色斑が入る。喉甲板は突出せず左右の喉甲板の間にごく浅い切れこみが入り、左右の肛甲板の間にはやや深い切れこみが入る。腹甲の色彩は黄色や薄橙色で、甲板ごとに褐色や暗褐色、黒の斑紋が入る。
頭部は小型。頭部の色彩は淡黄褐色や暗黄色、暗褐色で、眼と鼓膜の間から頸部にかけて5本以上の黄色や淡黄色の筋模様が入る。四肢や尾の色彩は灰褐色や暗黄色で、灰色や淡黄色、薄橙色などの縦縞が入る。
卵は長径3.5-4センチメートル、短径2-3センチメートル。幼体は椎甲板のキールが明瞭で、孵化直後の幼体には肋甲板にも明瞭なキールがある。幼体は背甲に太く不規則な淡黄色や褐色、橙色の網目模様が入る。キールや背甲の斑紋は成長に伴い消失する。
オスはメスに比べると背甲が細長く甲高が低い。オスの成体は腹甲の中央部より後方がわずかに凹む。オスは尾が太くて長く、尾をまっすぐに伸ばした状態では総排泄孔全体が背甲の外側に位置する。メスは尾が細いうえに短く、尾をまっすぐに伸ばしても総排泄孔が背甲よりも内側にある。
M. c. caspica　ヒガシカスピイシガメ
最大亜種。雌雄で最大甲長は変わらない。腹甲の暗色斑はやや大型の四角形や楕円形で、左右対称であることが多い。
M. c. siebenrocki　ジーベンロックカスピイシガメ
最大甲長24センチメートル。オスよりもメスの方が大型になり、オスは最大甲長22センチメートル。腹甲の暗色斑はやや小型の四角形や楕円形で、左右対称であることが多い。
M. c. ventrimaculata　ブチハラカスピイシガメ
最大甲長18センチメートル。オスよりもメスの方が大型になり、オスは最大甲長14センチメートル。腹甲の暗色斑は小型かつ不定形で、左右非対称なこともある。亜種小名ventrimaculataは「腹に斑紋のある」の意で、和名や英名と同義。

## 分類
以前はギリシャイシガメやチチュウカイイシガメが本種の亜種と考えられていたが、チチュウカイイシガメは形態や酵素電気泳動の解析から独立種として分割された。ギリシャイシガメを本種の亜種とする説はあるが、分布の一部で交雑しているものの限定的で独立種とする説が有力。ギリシャイシガメと2種でEmmenia属を構成する説もある。
- Mauremys caspica caspica　(Gmelin, 1774)　ヒガシカスピイシガメ　Eastern Caspian pond turtle
- Mauremys caspica siebenrocki　Wischuf & Fritz, 1997　ジーベンロックカスピイシガメ　Siebenrock's Caspian turtle
- Mauremys caspica ventrimaculata　Wischuf & Fritz, 1996　ブチハラカスピイシガメ　Spotted-bellied Caspian turtle

## 生態
汽水域も含めた様々な水場に生息する。やや水棲傾向が強いが、日光浴を好む。北部個体群は冬季に水中で冬眠する。主に乾季でも干上がらない水場に生息するが、乾季に干上がるような水場にも生息し水が干上がると泥に潜り休眠する。イラクの個体群（おそらく亜種ジーベンロックカスピイシガメ）は泳げない。そのため呼吸のため陸上や浅瀬に移動し、呼吸後に後ずさりして水中に戻る。
食性は動物食で、昆虫、両生類やその幼生、魚類の死骸などを食べる。
繁殖形態は卵生。イランでは春季や秋季に交尾を行う。6-7月に1回に3-15個（通常4-6個）の卵を2回に分けて産む。

## 人間との関係
亜種ジーベンロックカスピイシガメの亜種小名はFriedrich Siebenrockへの献名。
イランでは本種の卵巣にある卵が薬用とされることもある。
ペットとして飼育されることもあり、日本にも輸入されている。本種の亜種とされていたギリシャイシガメと区別されず販売されることもある。基亜種が少数流通し、他亜種の確実な輸入例はない。陸場を用意し、屋内で飼育する場合は暖房器具を設置して皮膚や甲羅を乾かすことのできる環境を作った上で紫外線を含む照明器具を点灯しないと皮膚病を患うことが多い。少なくとも基亜種は飼育下では動物食傾向が強いものの野菜や果実も食べ、配合飼料にも餌付く。